# 奥斯卡·克鲁兹
奥斯卡·瓦莱罗·克鲁兹（英語：Oscar Valero Cruz，1934年11月17日—2020年8月26日），是菲律宾天主教主教团主席、邦阿西楠省天主教仁牙因暨达古潘总教区大主教。